# Aenictus philippinensis
Aenictus philippinensis é uma espécie de formiga do gênero Aenictus.